# Rafael Masó
Rafael Masó  Valentí (Gerona, 16 de agosto de 1880 – Gerona, 13 de julio de 1935) fue un arquitecto español, precursor del movimiento del Novecentismo. 
Sus trabajos se ubican principalmente en la ciudad de Gerona y su área de influencia, donde contaba con una sólida clientela entre la nueva burguesía y los propietarios rurales. Además de su profesión de arquitecto y su faceta de escritor, desarrolló un compromiso muy marcado con el catalanismo y fue regidor en el Ayuntamiento de Gerona por el partido de la Liga Regionalista entre el 1920 y 1923. Junto con el industrial emprendedor Josep Ensesa i Pujades, diseñó y construyó, en los años veinte, la urbanización de S’Agaró, definiendo una imagen de la Costa Brava basada en la tradición mediterránea y las influencias de la arquitectura europea.
Complementó su profesión de arquitecto con la de escritor de artículos y poemas. En su ciudad natal, estaba vinculado con el grupo de intelectuales formado por Xavier Montsalvatge, Prudenci Bertrana, Carles Rahola o Miquel de Palol. Durante sus estudios en Barcelona, trabó amistad con Josep Carner, Guerau de Liost o Emili Vallès, en el ambiente de profesionales y artistas implicados en el cambio de estilo del Modernismo al Novecentismo. Cabe destacar la reforma de la planta noble del Castillo de Raymat en 1932, encargado por Jesús Raventós Fatjó.

## Biografía

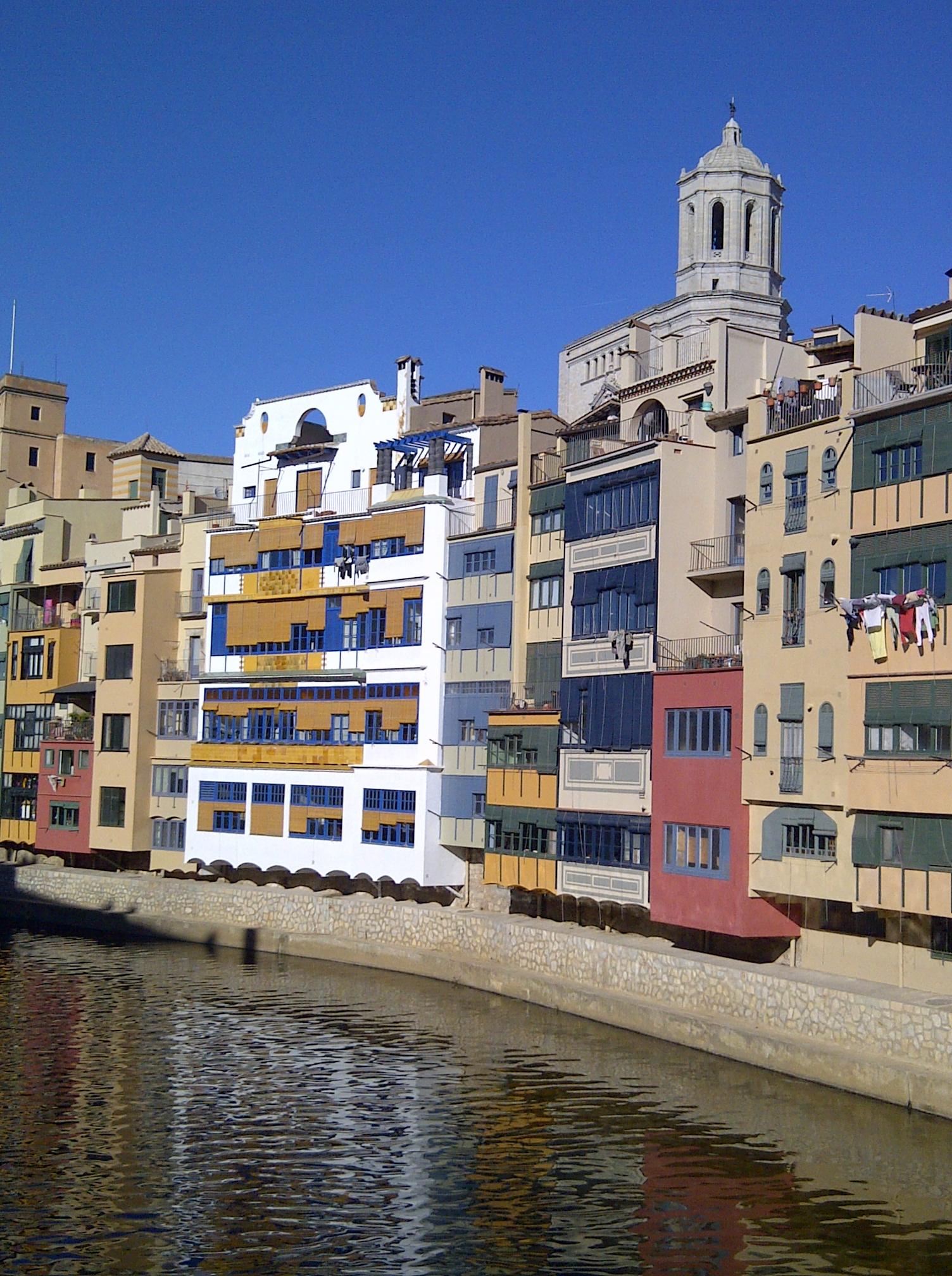
Fachada de la Casa Masó desde el río Oñar de Gerona, destaca la combinación del blanco, el azul y el ocre en su fachada.

Nació en la Casa Masó de Gerona, la casa solariega de la familia materna, donde se instalaron sus padres Rafael Masó i Pagès y Paula Valentí i Fuster, después de contraer matrimonio en 1877. La finca era propiedad de la familia Valentí.
Rafael Masó era el segundo de once hermanos –Santiago, Rafael, Artur, Joan, Francesc de Paula, Àngela, Josep, Alfons, Narcís, Maria y Paula-. Los hermanos Masó Valentí crecieron en una familia conservadora, católica, catalanista e ilustrada, en un ambiente culto propiciado por el interés literario y artístico de su padre, fundador del Diario de Gerona. La familia Masó participaba en la mayoría de las iniciativas culturales de la ciudad. Estas influencias marcaron la personalidad y la trayectoria del arquitecto. Además, la ocupación de su padre como procurador de los tribunales, influyó en sus valores, sobre todo en la voluntad de intervenir en la vida pública, junto con una profunda religiosidad.
Rafael Masó murió en Gerona el 13 de julio de 1935. El estudio e investigación de su obra iniciados en los años setenta marcó un hito decisivo en la recuperación del patrimonio arquitectónico de la ciudad.

## Formación

### Primeros estudios y juventud
Masó cursó los estudios de bachillerato en el colegio de los Hermanos Maristas de Gerona, donde recibió una educación religiosa rigurosa en el contexto de una Gerona popular y tradicional, que aún sufría las consecuencias económicas de las guerras napoleónicas, Este ambiente se reflejó en sus poemas de juventud El meu carrer, Cançons d'infant, El pessebre dels infants o De la llar.  
Cuando acabó bachillerato en 1895, Masó empezó la carrera de arquitectura en la Universidad de Barcelona. En primer lugar, cursó las  asignaturas para el curso preparatorio: Ampliación de física y química general (1895 - 96), Análisis matemático I y zoología (1896 - 97), Análisis matemático II, geometría general, mineralogía y botánica (1897 - 98), Geometría analítica y geometría descriptiva (1898 - 99), Cálculo diferencial y integral y mecánica racional (1899 - 1900). También estudió la asignatura de Dibujo lineal y de figura, donde se ejercitó en copias de flora y de detalles arquitectónicos      
Mientras estudiaba arquitectura en Barcelona, entró en contacto con el grupo Joventut Catalanista y con la Congregación Mariana de los Jesuitas. Estas dos instituciones marcarían su talante y compromiso catalanista. Desde las secciones especializadas de estas organizaciones, como la Agrupació d’Arts i Lletres, Rafael Masó participó en la lectura de poemas y otras actividades y publicaciones, Destaca la creación de la revista Gerunda (1901), una revista quincenal de ciencias, arte y literatura, junto a  las colaboraciones en La Renaixensa y La Veu de Catalunya, otras publicaciones destacadas de la época. También colaboró con artículos en el Diario de Gerona, el cual se editaba en la imprenta familiar, dirigido por su padre, y en las revistas l'Enderroch (1902) y Vida (1902 - 1903, 34 números publicados).  
En los años de juventud previos a su participación política, se vio implicado en un incidente que condujo a su detención  junto a su hermano Santiago Masó y el músico y escritor Xavier Montsalvatge, por defender los resultados electorales de 1901, obtenidos por el Centre Catalanista de Gerona, un partido creado a partir de ideales catalanistas.

### Estudios de arquitectura en Barcelona
Rafael Masó inició los estudios de arquitectura en Barcelona en el año 1900, fecha en la que matriculó en la Escuela de Arquitectura. El método de enseñanza vigente estaba muy influenciado por el racionalismo francés, y se basaba en un academicismo historicista y una elevada exigencia en la técnica del dibujo. Fuera de la Escuela, Rafael Masó frecuentaba otros cenáculos académicos como el Cercle Artístic de Sant Lluc, donde coincidía con intelectuales, artistas y arquitectos y se introducía en formas alternativas de concebir la disciplina arquitectónica, mientras se divulgaban los referentes importados de Europa. En estos ambientes coincidió con Antoni Gaudi por el cual cultivó una admiración que marcó sus primeros proyectos.  En los proyectos en la Escuela y ya como titulado, se puede apreciar su personalidad y su admiración por el modernismo de Antoni Gaudí, un aspecto que provocó una ruptura con las enseñanzas de la Escuela.
Su proyecto de final de carrera, dedicado al diseño de una Lonja de Contratación, provocó una gran polémica entre el profesorado, ya que Masó presentó un proyecto con elementos en poca sintonía con la Escuela de Arquitectura, evidenciando la amalgama de influencias que recibió durante los años de aprendizaje. La formación de Rafael Masó y otros profesionales de su generación, transcurrió en escenarios diversos, a menudo al margen del marco académico normativo.   
Masó pensaba que Gaudí  representaba la concreción de sus ideales estéticos y espirituales, ligados en parte en la Liga Espiritual de la Mare de Déu de Montserrat. Este grupo, fundado por Josep Torras i Bages, apostaba por una espiritualidad estética basada en la religión y el catalanismo. Como anécdota, durante sus estudios en Barcelona, Masó fue catequista en la parroquia de la basílica de la Sagrada Familia.  
Durante sus estudios de Arquitectura, forjó  amistad con Josep Maria Pericas, un vínculo que perduró toda la vida; Pericas y Masó coincidían en la Liga Espiritual de Mare de Déu de Montserrat y en la Congregación Mariana.  
En aquellos años también entró en contacto con la Academia de Lengua Catalana, vinculada a Torras i Bages. También se relacionaba con un grupo de jóvenes intelectuales, llamados los cal·ligeneics (hermosa generación), que fueron el núcleo fundacional del Novecentismo: Josep Carner, Guerau de Liost, Emili Vallès, Joan Alzina i Melis,  Francesc Sitjà i Pineda, y Josep Maria López-Picó. Durante su etapa en Barcelona, Masó no descuidó sus actividades de promoción cultural en Gerona, sino que animaba a sus amigos y compañeros a visitar la ciudad y participar de sus certámenes y actos culturales.    
En 1906, obtuvo el título de arquitecto y regresó a su ciudad. En su misma promoción se graduaron sus compañeros: Josep Maria Pericas y Josep Maria Jujol. Con ellos compartiría, además, la admiración por Antoni Gaudí. En Barcelona, junto con otros artistas, escritores e intelectuales barceloneses, protagonizó el proceso de  la revisión que condujo a la maduración del Novecentismo.La actitud cívica, el catalanismo y el carácter modernizador y europeísta que el Novecentismo defendía, hicieron que Rafael Masó también se distinguiera como poeta, urbanista, político y promotor del arte y la arquitectura.

## Actividad profesional
Recién titulado, Masó volvió a Gerona con la voluntad de intervenir en la arquitectura de la ciudad, consciente de las limitaciones del urbanismo ya existente, especialmente condicionado por la existencia de las estructuras obsoletas de las antiguas murallas de la ciudad. En este proyecto de transformación, aunó su vida personal, sentimental y profesional, en un conjunto que en Rafael Masó era indisociable.  
El arquitecto se enfrentó a numerosas dificultades derivadas del carácter provinciano de la ciudad y de la propia sociología de sus habitantes. Dichas dificultades provocaron más de un disgusto al arquitecto, especialmente cuando no pudo culminar algunos de los proyectos previstos y redactados.  Con el paso de los años sus impulsos se temperaron en una fecunda relación con Gerona que dio sus frutos en el ámbito de la arquitectura, las artes y la cultura.  
Su actividad como arquitecto vivió la crisis del Modernismo, y protagonizó el cambio estilístico hacia el Novecentismo,  a partir de la arquitectura tradicional, el mediterráneo y las experiencias más novedosas, desarrolladas en la Europa del primer tercio del siglo XX, Entre su influencias europeas, Masó se interesa especialmente por la doméstica inglesa de Charles Voysey y la Secesión vienesa representada por Josef Hoffmann y Joseph Maria Olbrich. Estos intereses y relaciones los cultivó a través de contactos y lecturas de revistas europeas. Con este conocimiento y experiencia, Rafael Masó se convirtió en artífice del cambio estético modernizador que se vivió en Gerona y que en parte perdura.
Los referentes a nivel catalán de su arquitectura conectan com los trabajos de los arquitectos coetáneos como Domènech i Montaner, Gaudí, Puig i Cadafalch.

### Períodos en su obra
El estudio de su arquitectura se puede dividir en tres periodos:
- 1906 – 1911. Las obras de estos primeros años son de una gran diversidad. Algunas obras no son de arquitectura, sino relacionadas con las artes aplicadas, por ejemplo muebles, diseños de banderas, objetos y trabajos de arte gráfico. En estos proyectos podemos ver algunas influencias de arquitectos modernos de la época. Para Masó, estas obras marginales tenían la misma importancia que las obras de más prestigio. El arquitecto manifestaba un gran interés por las artes aplicadas. También realizó encargos importantes, como la reforma del comedor de la Masía El Soler (1906 - 1907) en Sant Hilari, la Farmacia Masó (1908, actual Farmacia Saguer) una de las primeras obras arquitectónicas que el arquitecto realiza en Gerona, la Casa Batlle (1909), la Farinera Teixidor (1910), el almacén Ensesa (1911), la Casa Salieti (1910 - 1911) y la primera reforma de la Casa Masó (1910 - 1912). Rafael Masó siempre se preocupó por la proyección de su obra. En 1908 organizó junto con J. B. Coromina i Ricard Guino, la Exposición de Artistas Gerundenses, donde se muestran trabajos de arquitectura de Masó, de pintura de Coromina y de escultura de Guinó. Con esta exposición, Masó presentaba sus trabajos en plena sintonía con las artes figurativas y aplicadas que se estaban produciendo en aquellos años.

- 1912 – 1922. En 1912, después de volver de su luna de miel por Europa con su esposa Esperança Bru, reforzó su actitud inicial de definir un estilo propio. El objetivo del viaje era, básicamente, un viaje de estudios de la arquitectura alemana. La pareja visitó Aviñón, Lyon, Ginebra, Lausana, Zúrich, San Galo, Stuttgart, Darmstadt, Bietigheim, Fráncfort del Meno, Rothenburg, Núremberg, Dresde, Múnich, Innsbruck, Verona, Venecia, Bolonia, Florencia, Pisa, Génova, Niza, Menton, Mónaco, Montecarlo, Marsella, Nimes, hasta llegar a Barcelona, para finalizar el periplo en el monasterio de Montserrat. Durante el viaje, Masó pudo conocer algunos estilos arquitectónicos que ya había visto a través de revistas, y pudo situar su obra en relación con la arquitectura del momento, como la arquitectura tradicional o industrial, la arquitectura romana antigua, y la Secesión vienesa. Estas referencias arquitectónicas influyeron la obra de Rafael Masó. Este período central se considera el más interesante de su carrera. Proyectó obras modernistas y novecentistas que se han convertido en referentes de la arquitectura catalana.[3] Algunos trabajos a enumerar son Athenea, Can Cendra, Masramon, Ensesa, Casas i Teixidor y la casa Gispert-Saüch.
- 1923 – 1935. Fruto del trauma político y cultural que representó la dictadura de Primo de Rivera, durante esta etapa Rafael Masó reforzó la idealización de Cataluña y su expresión mediante la utilización de elementos propios de la tradición catalana, como terracotas, esgrafiados y columnas, en sintonía con un estilo barroco popular. Al mismo tiempo acometió el proyecto de reforma definitiva de la ciudad de Gerona, con la intención de salvar el carácter del barrio antiguo, de ordenar la zona cívica y comercial, y también potenciar los futuros barrios de la ciudad. En esta etapa se dedicó también al estudio, la recuperación y la protección del patrimonio. Algunas de las obras de este período son la cooperativa la Económica Palafrugellenca, la Casa Cots, la Casa Colomer, la urbanización Teixidor a Santa Eugenia, y la urbanización S'Agaró en Castillo de Aro.[3]

## Obra literaria
Rafael Masó fue poeta antes que arquitecto. Aunque esta etapa de juventud  quedó después en un segundo plano, era bien conocida entre sus coetáneos, consiguiendo diversos premios en los Juegos Florales de diferentes ciudades. Sus poemas eran tan valorados, que en 1911 fue incluido como poeta en el famoso Almanach dels Noucentistes de Eugeni d’Ors. 
Sus poemas muestran influencias de Josep Carner, Josep Maria López-Picó y Jaume Bofill. En sus producciones, encontramos sonetos y alejandrinos, y versos decasílabos.  
La mayoría de los poemas que Masó escribió, fueron publicados en la Revista de Catalunya, en Almanach dels Noucentistes y en las revistas Montserrat y Vida.
En cuanto a la temática, encontramos: Paisajes urbanos, Amor y amistad, Fe y religión, Tradición y circunstancias, y Apareados. Gran parte de estos poemas los podemos encontrar en la recopilación de David Prats, Antología Poética, publicada en el 2006.
La Casa Masó de Gerona, sede de la Fundación Rafael Masó creada en el año 2006, organiza un itinerario literario que, a través de la obra poética de Masó y de textos de otros poetas y escritores, propone un recorrido por la casa, rememorando su condición de escenario de encuentro de los poetas más destacados del Novecentismo.  
A lo largo de su vida, Rafael Masó se relacionó con diferentes personajes destacados de la época, con los que mantenía una amistad, través de cartas :
- Escritores: Jaume Bofill (Guerau de Liost), Josep Carner, Lluís Carreras, Martí Genís, Josep Maria López-Picó, Eugenio d'Ors, Josep Pla, Llorenç Riber, Joaquim Ruyra, Maria Antònia Salvà, Ramon Vinyes, Francesc Viver.

- Artistas: Enric Casanovas, Joan Llongueras, Esteve Monegal, Joaquim Pecanins.

- Científicos: Joan Alzina Melis, Ignacio Casanovas, Joaquín Folch y Torres, Diego Ruiz, Josep de C. Serra Ràfols, Emili Vallès.

- Políticos: Luis Nicolau d'Olwer, Enric Prat de la Riba, Josep Puig i Cadafalch.[5]

## Actividad cultural y cívica
Rafael Masó, al margen de su faceta profesional como arquitecto, destacó también como escritor, siendo galardonado en diversas ediciones de los Juegos Florales. En Gerona se relacionó con el círculo de Xavier Montsalvatge, Carles Rahola, Miquel de Palol i Felip y Prudenci Bertrana, creando y colaborando en diferentes revistas. En Barcelona frecuentaba  intelectuales como Josep Carner, Jaume Bofill Mates, Josep Maria López-Picó y Emili Vallès, que integraban el núcleo literario que ayudó al cambio hacia el Novecentismo.
Este activismo cultural culminó en 1913 en la fundación de la sociedad Athenea por parte de un grupo de intelectuales, artistas y profesionales de Gerona. Dicha sociedad contaba con su propio centro cultural como espacio de promoción del Novecentismo. En Athenea confluyen, entre otros, el arquitecto Rafael Masó y artistas como el escultor Fidel Aguilar, el pintor y ceramista Joan Baptista Coromina, el herrero Nonito Cadenas y los hermanos Busquets como decoradores. 
Además del activismo cultural, Masó se sintió motivado por la vida política. En la época de estudiante en Barcelona, junto Jaume Bofill Mates, militó en las Joventuts Catalanistes de la Liga Regionalista. En Gerona, en las elecciones municipales de 1920, participó de la candidatura de la Lliga Regionalista, que ganó las elecciones municipales. Rafael Masó integró el nuevo consistorio como concejal de Fomento, con el doble objetivo de racionalizar el urbanismo de la ciudad y mejorar la dotación de equipamientos escolares y culturales. Masó soñaba un progreso cívico auspiciado por el poder municipal.
Con la llegada de la Dictadura de Primo de Rivera en 1923, se suspendió la vida democrática de una forma drástica. En Gieona esta ruptura se escenificó en el encarcelamiento de Rafael Masó y otros regidores catalanistas, por adherirse a un acto catalanista organizado por el Centre Autonomista de Dependents de Comerç. Una vez liberados, Rafael Masó sufrió una sanción que lo incapacitaba para actuar como profesional en concursos oficiales. A pesar de ello, Rafael Masó no dejó de participar en la causa catalanista y en la resistencia a la Dictadura.   
Muy interesado en la protección del patrimonio, en especial del barrio antiguo de la ciudad, Rafael Masó fue también arquitecto delegado del Instituto de Estudios Catalanes por el Servicio de Catalogación y Conservación de Monumentos, corresponsal en Gerona del Fomento de las Artes Decorativas, Académico de la Real Academia de Bellas Artes de San Fernando y miembro de la Comisión Provincial de Monumentos.

## Obra
Masó recupera en su obra la tradición artesana de la cerámica, la madera, el vitral y la forja, y define un estilo propio que otorga un carácter propio a la ciudad. Además de casas, chalets y bloques de pisos, también diseñó escuelas, hospitales, fábricas y tiendas. También se dedicó a la reforma de masías de época medieval.    
Masó no solo diseñaba la estructura de los edificios, sino también se encargaba de la decoración de los interiores de las casas y diseño de los muebles. Un ejemplo serían los vitrales del recibidor del primer piso de la Casa Ensesa, que actualmente se encuentran expuestos en el Museo de Historia de Gerona, o el diseño del mobiliario del Mas El Soler en Sant Hilari Sacalm, y la colección de muebles para la familia Masó, algunos de los cuales se conservan en la Fundación Rafael Masó
Rafael Masó también realizó una lápida dedicada a Guillem Colteller, médico de la casa real catalana durante el siglo IV y uno de los máximos conocedores de la ciencia médica del Principado. Esta lápida estuvo expuesta en el Salón de Sesiones del Ayuntamiento de Gerona, pero fue retirada en 1940. Actualmente se encuentra en el Museo de Historia de Gerona. 
Las obras más destacadas son, en Gerona, la Farinera Teixidor (1910), la Casa Masó (1911), y el centro cultural Athenea (1913). Otras obras destacadas que podemos encontrar en otras poblaciones serían la Casa Masramon (1913) a Olot, la Casa Casas (1914) a Sant Feliu de Guíxols, y la ciudad-jardín de S’Agaró (1923). Algunas veces, la falta de sintonía con sus clientes impedía el desarrollo total de los proyectos. Hay que lamentar también que pasado el tiempo, algunos de los edificios se derruyeron o alteraron de forma irrecuperable; otros, se conservan y han sido rehabilitados.  
Lista de proyectos y obras de Rafael Masó:
| Año                         | Nombre                                                                           | Municipio                     | Ubicación                                                | Descripción | Estado | Foto |
| --------------------------- | -------------------------------------------------------------------------------- | ----------------------------- | -------------------------------------------------------- | --- | --- | ---- |
| 1903                        | Ca n'Aragó                                                                       | Santa Coloma de Farners       | Calle Jacinto Verdaguer, 26.                             | Reforma integral de la casa. | Se conserva íntegramente. |      |
| 1906-07 / 1909-10           | Reforma de la Masía El Soler                                                     | San Hilario Sacalm            | Carretera de Anglés                                      | Reforma de una masía del siglo XVIII, propietad de Tomàs Cendra, la reforma afecta principalmente el interior y el diseño del mobiliario del comedor.                                                                                          | Se conserva en buen estado. |      |
| 1907                        | Altar de la Purísima de la iglesia de las Josefinas                              | Gerona                        | Plaza de Lledoners                                       | Altar lateral de la iglesia con retablo. Masó también proyectó un altar mayor y pica de agua bendita. | Se conserva íntegramente. |      |
| 1907-08                     | Reforma de Can Quintana                                                          | Torroella de Montgrí          | Calle de Ullà, 31                                        | Decoración del interior de la casa de D. Pompeyo de Quintana. | Se conserva parcialmente. |      |
| 1907-08                     | Casa doctor Vinyes (conocida como "Can Peix")                                    | Anglès                        | Calle del Castillo, 6                                    | Casa de nueva planta encargada por Faustina Cairó. | Se conserva en buen estado. |      |
| 1908                        | Farmacia Masó Puig                                                               | Gerona                        | Calle de la Platería, 29                                 | Reforma de un local para habilitarlo como farmàcia. Espacio interior y fachada. | El interior se conserva en buen estado. |      |
| 1908-10                     | Casa Batlle                                                                      | Gerona                        | Calle Fontanilles, 2                                     | Reforma de una casa de pisos del siglo XIX, con vista a tres calles. Rafael Masó abandonó el proyecto antes que se finalizara. | Se conserva con importantes modificaciones. |      |
| 1909                        | Casa Ramon Boix                                                                  | Gerona                        | Calle Ballesterías, 43                                   | Reforma de la fachada posterior, donde se añadieron unas galerías encima del río Onyar. | Se conserva. |      |
| 1909                        | Escuelas de Sant Gregori                                                         | Sant Gregori                  |                                                          | Conjunto de escuelas y el ayuntamiento. Solo se construyeron las dos partes de escuela destinadas a niños y niñas, separadas por un solar donde tendría que haber ido el ayuntamiento.                                                         | Se ha conservado, pero con muchas modificaciones y ampliaciones. |      |
| 1909-10                     | Casa Coll                                                                        | Borrassà                      | Carretera General, 24                                    | Reforma de un casal del siglo XVIII conocido como Cal Governador. Masó intervino en los interiores, en el mobiliario y en el jardín. | La obra se conserva con modificaciones. Los muebles han cambiado de propietario.                                                                                             |      |
| 1909-10                     | Escuelas de Sarriá de Ter                                                        | Sarrià de Ter                 | Carretera de Sarrià, 59                                  | Remodelación de tres casas por encargo de Alfons Teixidor. | Interiores modificados. Fachada restaurada. |      |
| 1909-11                     | Masía La Riba                                                                    | La Vall de Bianya             |                                                          | Ampliación de una masía propiedad de la familia Burch. | Interiores totalmente transformados y fachada con alteraciones. |      |
| 1910-11                     | Casa Salieti                                                                     | Gerona                        | Calle de los Ciudadanos, 8                               | Restauración y reforma de una casa del siglo XVI. La intervención se centra en el patio y en la escalera de acceso a la planta noble. En el interior decora la sala principal y diseña una lámpara.                                            | Se ha conservado en buen estado. Las baldosas del vestíbulo fueron arrancadas y readheridas posteriormente. La lámpara actualmente se encuentra en la iglesia de Sant Feliu. |      |
| 1910-11 / 1915-16 / 1923-24 | Farinera Teixidor                                                                | Gerona                        | Carretera de Santa Eugenia, 42                           | Grupo industrial formado por dos cuerpos unidos por un puente, que conecta la fábrica de harina con la casa del propietario. | Se ha conservado parcialmente con modificaciones. |      |
| 1911                        | Altar y retablo de Sant Salvador de Bianya                                       | Sant Salvador de Bianya       | Iglesia parroquial                                       | Restauración y construcción de un altar y retablo de una iglesia románica del siglo XI. | El retablo fue destruido durante la Guerra Civil. La iglesia y el altar se conservan en buen estado.                                                                         |      |
| 1911                        | Almacén Ensesa                                                                   | Gerona                        | Carretera de Barcelona, 57.                              | Edificio de nueva planta destinado a almacén de la fábrica de harina. | Desaparecido. |      |
| 1911-12 / 1918-19           | Casa Masó                                                                        | Gerona                        | Calle Ballesterías, 29.                                  | Reforma de tres casas que Masó unifica y adecúa los interiores para su familia. | Se conserva en buen estado. |      |
| 1912                        | Escuelas de Vilablareix                                                          | Vilablareix                   | Calle Perelló, 142.                                      | Edificio de nueva planta destinado a escuela y ayuntamiento. | La obra ha sufrido reformas y alteraciones. |      |
| 1912, 1916 y 1921           | Casa Masó-Bru                                                                    | Gerona                        | Carretera de Santa Eugenia, 5.                           | Reforma de los interiores y mobiliario del primer piso. | Los muebles se han repartido entre sus descendientes. |      |
| 1912-13                     | Casa Pérez Xifra                                                                 | Gerona                        | Calle Bonaventura Carreras Peralta, 2                    | Restauración y reforma de un casal del siglo XVIII. Masó reorganiza el espacio y hace el estucado de las fachadas. | Se conserva en buen estado. |      |
| 1913                        | Athenea                                                                          | Gerona                        | Calle Anselmo Clavé, 30                                  | Sala de exposiciones y conciertos. | Desaparecida. |      |
| 1913-14                     | Casa Masramon                                                                    | Olot                          | Calle Vayreda, 6                                         | Casa de nueva planta construida en el ensanche Malagrida. | Se conserva con alteraciones. |      |
| 1913-14                     | Casa Oller                                                                       | Sant Martí Sapresa (Brunyola) | Carretera de Anglès a Santa Coloma de Farners            | Ampliación de una masía. | Se conserva en buen estado. |      |
| 1913-15                     | Casa Cendra                                                                      | Anglès                        | Calle Gerona, 7                                          | Reforma y ampliación de una casa con jardín. | Se conserva con modificaciones. |      |
| 1913-15                     | Casa Ensesa                                                                      | Gerona                        | Carretera Barcelona, 68                                  | Ampliación y reforma de una casa existente destinada a vivienda de la familia Ensesa y oficinas de la Farinera La Montserrat. | Se conserva con modificaciones y adaptación a escuela municipal de música.                                                                                                   |      |
| 1914-16                     | Bloque Salieti                                                                   | Gerona                        | Calle de la Nieve, 1                                     | Bloque de viviendas de alquiler. | Se conserva. |      |
| 1914-16                     | Casa Casas                                                                       | St. Feliu de Guíxols          | Carretera de Sant Feliu a Palamós. Urbanización Urcatusa | Casa aislada en una finca delante de la playa de San Pol. | Se conserva en mal estado. |      |
| 1916                        | Escuela de Artes y Oficios                                                       | Gerona                        | Calle Anselmo Clavé, 32                                  | Edificio destinado escuela de artes y oficios al lado de Athenea. | Desaparecida. |      |
| 1915-16                     | Tienda Adroher                                                                   | Gerona                        | Calle Abeuradors                                         | Fachada y interior de una tienda de material eléctrico. | No se conserva. |      |
| 1917                        | Clínica Mental                                                                   | Santa Coloma de Gramanet      | Finca Torribera                                          | Proyecto presentado a concurso con colaboración de Josep M. Pericas. | Proyecto realizado posteriormente bajo la dirección de Josep M. Pericas. |      |
| 1918                        | Casa de verano Salieti                                                           | Estartit                      | Paseo del Mar, 62-63                                     | Casa aislada con jardín formada por dos viviendas. | Se conserva con alteraciones. |      |
| 1918                        | Casa Ribas                                                                       | Gerona                        | Calle Pescaderías Viejas, 7                              | Reforma de una casa con vistas a la Rambla, construcción de una escalera de acceso y cierre de un antiguo pasaje entre la Rambla y la calle Pescaderías Viejas.                                                                                | Se conserva sin modificaciones. |      |
| 1918-19                     | Fachada del cementerio                                                           | Gerona                        | Cementerio de Gerona                                     | Proyecto de la puerta y nueva fachada del cementerio de Gerona. | La puerta no se realizó. La fachada se conserva restaurada. |      |
| 1918-22                     | Casa Teixidor (La Punxa)                                                         | Gerona                        | Carretera de Santa Eugenia, 19                           | Casa de pisos de alquiler y almacén en la planta baja. | Se conserva el edificio de pisos y se derrocaron las naves. |      |
| 1919-20                     | Galería de los Bellos Oficios                                                    | Gerona                        | Calle de los Hermanos Busquets                           | Remodelación de un pequeño espacio destinado a galería de arte. | Se conserva parcialmente. |      |
| 1921                        | Casa Vinyals                                                                     | Gerona                        | Calle Nueva del Teatro, 2                                | Reforma de una casa de pisos del siglo XIX. | Se conserva sin modificaciones. |      |
| 1920-1921                   | Casa Pórtules i Xargay                                                           | Sarrià de Ter                 | Calle Mayor de Sarriá, 116 y 118                         | Reforma y ampliación de unas casas existentes. | Se conserva en buen estado. |      |
| 1920-1923                   | Central Eléctrica Vinyals                                                        | Flaçà                         | Carretera de Sant Llorenç de les Arenes                  | Edificio industrial que Masó proyecta para aprovechar la fuerza del agua de la acequia de Vinyals. | Se conserva con maquinaria incluida. |      |
| 1920-25 / 1931-32           | Cooperativa Agrícola La Canetense                                                | Canet de Mar                  | Calle del Gramo, 22                                      | Edificio que consta de tres fachadas y un porche en la esquina del edificio. En la planta baja hay las dependencias comerciales y en el piso superior la sala de actos con encaballadas de madera.                                             | Actualmente se encuentra en ruinas. |      |
| 1922                        | Cementerio municipal                                                             | Flaçà                         |                                                          | Cementerio de planta hexagonal y con ordenación diagonal del espacio. | Solo se desarrolló en planta. El portal de acceso se construyó diferente. |      |
| 1921-22                     | Casa Jaume Massaguer                                                             | Albons                        | Camino de Bellcaire                                      | Edificio de nueva planta proyectado como una masía catalana. Con los cenadores de acceso. | Se conserva. |      |
| 1921-23                     | Casa Gispert-Saüch                                                               | Gerona                        | Calle Álvarez de Castro, 9 Gran Vía de Jaime I           | Casa de planta baja, dos pisos y terraza, con vivienda y almacén en la planta baja. | Se conserva con modificaciones. |      |
| 1921-24                     | Casa Rigau                                                                       | Gerona                        | Plaza del Marqués de Camps, 14                           | Casa de planta baja y tres pisos, destinada a almacén y viviendas. | Se conserva con alteraciones que la desfiguran. |      |
| 1923                        | Casa de pisos Ensesa                                                             | Gerona                        | Plaza del Marqués de Camps, 16 y avenida de Jaime, 60    | Proyecto de casa de pisos con un gran almacén en los bajos. | Destruido en febrero de 1970. |      |
| 1922-25                     | Caja de Pensiones para la Vejez y de Ahorros e Instituto de la Mujer que Trabaja | Gerona                        | Calle Santa Clara, 9                                     | Reforma de un edificio para instalar las oficinas de la Caja de Pensiones y del Instituto de la Mujer que Trabaja. | No se conserva prácticamente nada de los interiores y los esgrafiados se restaurarón hace unos años.                                                                         |      |
| 1924                        | Casa Cadenas                                                                     | Gerona                        | Calle San Antonio María Claret                           | Proyecto de casa de planta baja y piso. | Se conserva en buen estado. |      |
| 1924                        | Casa Prat                                                                        | Gerona                        | Calle del Norte, 10                                      | Ampliación y reforma de una casa de pisos existente, construyendo un nuevo piso. | Se conserva. |      |
| 1924 / 1927-28              | Casa Cots                                                                        | Gerona                        | Calle Santa Clara, 53                                    | Edificio de planta baja y cinco pisos. Los bajos son destinados a almacén. | Se conserva con alteraciones. |      |
| 1923-24                     | Caja de Pensiones para la Vejez y el Ahorro                                      | St. Feliu de Guíxols          | Rambla Vidal, 9, y calle Mayor, 2.                       | Edificio de nueva planta. La planta baja es destinada a oficinas de La Caixa y el piso para la biblioteca. | Se conserva con algunas modificaciones. |      |
| 1925                        | Sant Feliu de Llagostera                                                         | Llagostera                    | Plaza de la Villa                                        | Reforma del interior y proyecto de construcción de una capilla anexa. | No se llega a realizar la capilla i no se conservan restos de la reforma. |      |
| 1925                        | Iglesia de Sant Feliu de Gerona                                                  | Gerona                        | Plaza de San Feliu                                       | Reforma de la capilla del Santísimo. | Se conserva. |      |
| 1925                        | Masía La Dou                                                                     | Sant Esteve d'en Bas          | Carretera de Sant Esteve a Sant Feliu de Pallerols       | Reforma de la casa. | Se conserva. |      |
| 1923-35                     | Urbanización s'Agaró                                                             | Castillo - Playa de Aro       | Playa de San Pol                                         | Urbanización con hostal (posteriormente llamado Hotel La Gavina) y chalets unifamiliares con jardín. | Se conserva con algunas alteraciones. |      |
| 1924-25                     | Iglesia de San Julián y Santa Basilisa                                           | Verges                        | Restauración y reforma interior.                         | Restauración y reforma de la iglesia, pinturas y vitral de la fachada. | Se conserva. |      |
| 1924-25                     | Casa Omedes                                                                      | Gerona                        | Calle San Antonio María Claret, 12                       | Casa unifamiliar de planta baja con jardín posterior. | Desaparecida. |      |
| 1925-1926                   | Casa Gabaldà                                                                     | Gerona                        | Calle de las Ballesterías, 23                            | Reforma y ampliación de una casa existente. | Se conserva. |      |
| 1925-27                     | Cooperativa La Económica Palafrugellense                                         | Palafrugell                   | Calle San Martín, 18                                     | Edificio de planta baja destinada a sede de la cooperativa. | Se conserva con alteraciones. |      |
| 1929                        | Casa Armengol (Lloret de Mar)                                                    | Lloret de Mar                 |                                                          | Chalet en una urbanización a las afueras de Lloret de Mar. | Se conserva con modificaciones importantes. |      |
| 1927-28                     | Casa Ribas i Crehuet                                                             | Gerona                        | Calle de la Fuerza, 6                                    | Construcción de nueva planta aprovechando el portal de un edificio anterior. Planta baja y cuatro pisos. | Se conserva en buen estado. |      |
| 1927-28                     | Casa Corominas                                                                   | Gerona                        | Plaza del Marqués de Camps, 2                            | Reforma y ampliación de un edificio existente. Rafael Masó construye una estructura nueva con fachada con vistas a la calle Séquia. Reforma de la fachada da a la plaza Marquès de Camps con la característica tribuna que identifica la casa. | Se conserva en buen estado. |      |
| 1927-28                     | Casa Colomer                                                                     | Gerona                        | Carretera Barcelona, 7                                   | Reforma integral y ampliación de un edificio existente, con tienda en la planta baja y viviendas. En la fachada predomina la verticalidad, marcada por las aberturas, las franjas verticales y el cuerpo central que se eleva sobre el friso.  | Se conserva en buen estado. |      |
| 1928-29                     | Urbanización Teixidor                                                            | Gerona                        | Carretera de Santa Eugenia, 21-23 y calle Iberia, 1-5    | Al lado de la Casa Teixidor, Rafael Masó diseña una urbanización para los trabajadores de la Harinera Teixidor. El grupo era cuatro casas y un chalet aislado; este último destinado al director de la fábrica.                                | No se conserva. |      |
| 1929-31                     | Casa Vinyes                                                                      |                               | Calle Nuria y Circunvalación baja de Cerdanyola          | Vivienda unifamiliar aislada. El cuerpo principal es un volumen cúbico de planta baja, piso y altillo, porches y galerías. | Se conserva en buen estado. |      |
| 1929-32                     | Baños Árabes de Gerona                                                           | Gerona                        | Paseo arqueológico                                       | Restauración de los baños árabes. | Substituida por una restauración más moderna. |      |
| 1929-32                     | Palacio Lo Mirador                                                               | Torroella de Montgrí          | Paseo de la iglesia, 1                                   | Edificio de planta rectangular con patio central. Alrededor se distribuyen las diversas dependencias del palacio. Después de diferentes reformas, en 1929 Masó, por encargo de los Marqueses de Robert, trabajará hasta 1932.                  | Se conserva con modificaciones. |      |
| 1930-1933                   | Clínica del doctor Coll (actual Clínica Girona)                                  | Gerona                        | Calle Joan Maragall, 26                                  | Edificio de nueva planta destinada a clínica. | Totalmente remodelado. Solo queda un menaje de piedra de los bajos y parte de la verja del colegio Verd.                                                                     |      |
| 1929-34                     | Palacio Solterra                                                                 | Torroella de Montgrí          | Calle de la iglesia, 8-12.                               | Entre 1929-1934, Rafael Masó realiza las obras de restauración por encargo de Joaquim de Robert. | Se conserva con alteraciones. |      |
| 1933                        | Peluquería Dalmau                                                                | Gerona                        | Calle Albereda, esquina de la plaza del Vino,            | | Se conserva en buen estado. |      |
| 1931-32                     | Almacén, verja y control de acceso a la Harinera Ensesa                          | Gerona                        | Carretera Barcelona, 68                                  | Almacén dentro del conjunto de la Harinera Ensesa, casita del guarda y verja que delimita el perímetro. | Almacén destruido. La verja y la casita se conservan parcialmente. |      |
| 1934                        | Casas Marcó                                                                      | Quart                         | Carretera de Gerona a San Feliu, 113                     | Conjunto de dos casas unifamiliares aisladas para los hermanos Frederic Marcó y Pere Marcó. | Se conservan. |      |
| 1933-1934                   | Maderas Coll i Viader                                                            | Gerona                        | Calle de Santander, 5                                    | Casa del guarda con verja. | Desaparecida. |      |
| 1932-33                     | Casa Oliveras                                                                    | Gerona                        | Calle Juli Garreta                                       | Casa de planta baja, destinada a taller y almacén, y piso destinado a vivienda. | Se conserva parte de la fachada. |      |
| 1932-35                     | Castillo de Raymat                                                               | Lérida                        | Raymat                                                   | Intervención en un edificio de origen medieval, que afecta el interior del vestíbulo, sala de paso y comedor. También diseñó la chimenea y varios muebles.                                                                                     | Se conserva en muy buen estado. |      |

## Fundación Rafael Masó
En 2006 se creó la Fundación Rafael Masó como entidad pública, sin ánimo de lucro, a partir de la cesión de la Casa Masó al Ayuntamiento de Gerona por parte de sus propietarios, Narcís-Jordi Aragó y Mercè Huerta Busquets, sobrinos del arquitecto. Su patronato lo integran los herederos de Rafael Masó, Ayuntamiento,  Colegio de Arquitectos de Cataluña, Colegio de Arquitectos Técnicos y Aparejadores de Gerona y la Universidad de Gerona.  
Su misión es la de gestionar la conservación y la difusión de la Casa Masó, promover el estudio, la difusión de la obra de Masó y del Novecentismo catalán, y fomentar la concienciación sobre la importancia de la arquitectura y el urbanismo para la sociedad y las personas. Por eso, la Fundación organiza exposiciones, realiza publicaciones y actividades educativas para todos los públicos.
La Fundación Rafael Masó, está ubicada en la Casa Masó, que es la casa natal del arquitecto Rafael Masó. En la Fundación se conserva la memoria de la familia Masó y del contexto cultural que propició el desarrollo del Novecentismo en la ciudad de Gerona.
La Casa Masó actual es el resultado de la sucesiva unión de cuatro casas adquiridas por la familia Masó a mediados del siglo XIX y principios del XX, y su aspecto actual es parecido al que tuvo después de la última intervención de Rafael Masó en 1919.

### Patrimonio de la Fundación
La Casa Masó cuenta con 1000 metros cuadrados, distribuidos en planta baja y cuatro pisos, con una superficie de 200 metros cuadrados por planta. La planta baja y dos de los pisos están abiertos al público. La colección de la Fundación conserva 1.100 objetos catalogados (42 obras originales de Rafael Masó) datados entre el 1880 y 1940. La colección incluye pintura, escultura, dibujo, grabado, cerámica, mobiliario, vidrios, metales, textiles y utensilios. La biblioteca y hemeroteca de la Fundación la integran 3.000 volúmenes y 5.000 revistas y otras publicaciones. Este fondo está a disposición de investigadores o estudiantes, con una sala de consulta en la tercera planta de la Casa Masó. Además, gracias a un convenio con la biblioteca de la Universidad de Gerona se está catalogando el fondo, para que en un futuro próximo, forme parte del Catálogo Colectivo de las Universidades de Cataluña y se pueda consultar en línea (CCUC).
El Archivo custodia unos 3.000 documentos y fotografías, datadas entre 1628 y 2012. Se trata del testimonio documental de la vida de más de seis generaciones vinculadas a la Casa Masó.

### Actividades
La Fundación gestiona un programa de exposiciones temporales:
- Casa Masó: los dibujos del arquitecto (del 28 de abril de 2012 al 27 de enero de 2013). La muestra presenta más de 40 dibujos originales de Masó y fotografías de las reformas de la casa, con especial atención al mobiliario y la decoración de los interiores con estética novecentista.

- Athena 1913: el templo del Novecentismo (del 16 de marzo de 2013 al 26 de enero de 2014). Exposición que conmemora el centenario de la creación de la asociación y del edificio que se convirtieron en el emblema del Novecentismo.

- Masó: arquitectura pública durante la Mancomunitat (del 9 de mayo de 2014 al 31 de enero de 2015). Exposición que presenta las obras públicas que Masó realizó durante la época de la Mancomunitat.

- Retratos de medalla: el espectador del bronce (del 21 de marzo al 12 de septiembre de 2015). Exposición de la colección de más de 300 medallas de artistas y medallistas de Cataluña y de Europa durante el Modernismo, el Novecentismo y el Art Déco.

- Arte en el libro: ex-libris del Modernismo y del Novecentismo (del 28 de octubre de 2015 al 2 de abril de 2016). Exposición de más de 300 ex-libris de los mejores artistas del Modernismo y del Novecentismo, procedentes de las diversas colecciones públicas y privadas de Cataluña y de la propia Casa Masó.

- Masó: interiores (del 30 de abril al 24 de septiembre de 2014). Exposición dedicada a la extensa obra interiorista del arquitecto.

- Mercè Huerta (1929-2015): la esencia es mirar (del 25 de octubre al 30 de noviembre de 2016). Exposición presentada por la Fundación Fita, la Fundación Valvi y la Casa Masó, como homenaje a la pintora, educadora e ilustradora Mercè Huerta (1929-2015), que también fue la presidenta de honor de la Fundación Rafael Masó.

- “De l’amor és lo jardí”: Masó y los tejidos (del 17 de diciembre de 2016 al 20 de mayo de 2017). Exposición que explora por primera vez de forma específica la obra de Masó en el ámbito textil, desde una doble mirada: la privada y la pública.

- Los Masó: artistas y coleccionistas (del 17 de junio al 25 de noviembre de 2017). Exposición que presenta por primera vez una selección de las obras que la familia Masó fueron adquiriendo a finales del siglo XIX y principios del siglo XX.

- Puig i Cadafalch, Masó y los Baños Árabes de Gerona (del 20 de diciembre de 2017 al 28 de abril de 2018). Exposición que coincide con el año Puig i Cadafalch, se conmemora en Gerona con una exposición dedicada a los Baños Árabes, en la restauración de los cuales intervino Rafael Masó..

- La casa novecentista: arquitectura unifamiliar en Cataluña (1913-1932) (del 19 de mayo al 10 de noviembre de 2018). Exposición que presenta una selección de las 18 casas más representativas del Novecentismo para mostrar el substrato político y cultural que dio forma al movimiento Novecentista, que también creó una determinada arquitectura y decoración de interiores al servicio de la nueva burguesía catalana.

- “Treballem per l’art”: La Imprenta Masó de Gerona (1889-1992) (del 26 de enero al 29 de septiembre de 2019). Esta exposición es una antología de un siglo de la cultura visual, literaria y periodística de la ciudad de Gerona.
- Josep M. Pericas i Morros. 1881-1966. Arquitecto ( del 19 d'octubre de 2019 al 16 de maig de 2020) Josep Maria Pericas fue compañero de promoción y colega de Rafael Masó, además de unirles una gran amistat. Esta exposición repasa la biografía y la producción artística de Josep M. Pericas, junto a su relación personal y profesional con Rafael Masó. Acto afectado por el estado de alarma del Coronavirus.

La Fundación También organiza y colabora periódicamente en exposiciones temporales fuera de la Casa Masó sobre la obra de Rafael Masó, sus contemporáneos u otros aspectos relacionados con la su vida y su tiempo.  
Paralelamente ha creado un Programa Educativo dedicado a dar conocer la obra de Rafael Masó y difundir la arquitectura entre personas de todas las edades, con especial atención a los estudiantes de primaria y secundaria. En este sentido, se organizan visitas y talleres a la Casa Masó, cursos de formación del profesorado, y se han firmado convenios de prácticas para estudiantes universitarios (Universidad de Gerona, Universidad de Barcelona, y centros de Cataluña norte).
También está desarrollando un programa de voluntariado cultural, con personas que colaboran en diferentes trabajos y actividades: visitas guiadas, atención al visitante, talleres educativos, investigación en el fondo bibliográfico y artístico de la Fundación…

### Publicaciones
Coincidiendo con la inauguración de la Casa Masó, y con la presentación de la primera exposición temporal, la Fundación publicó el libro Casa Masó: vida y arquitectura novecentista, editado por Jordi Falgàs, y escritos de Narcís-Jordi Aragó, Jordi Falgàs y Rosa Maria Gil. Incluye diferentes artículos sobre la historia de la casa, las intervenciones de Rafael Masó, y un recorrido fotográfico por el interior del edificio. Además, la mayoría de las exposiciones temporales disponen de un catálogo, y se han realizado diversos artículos en periódicos y en plataformas digitales.